# En pièces détachées (roman)
En pièces détachées (Jigsaw dans l'édition originale américaine) est un roman policier américain de Ed McBain, nom de plume de Salvatore Lombino, publié en 1970. C’est le vingt-quatrième roman de la série policière du 87e District.

## Résumé
Un tueur dément fournit les indices d'une énigme sur les lieux de chaque meurtre qu'il commet. Les policiers du 87e District tentent par tous les moyens d'en trouver la solution avant que d'autres pièces du puzzle ne soient livrées.

## Éditions
Édition originale en anglais
- (en) Ed McBain, Jigsaw, New York, Doubleday, 1970

Éditions françaises
- (fr) Ed McBain (auteur) et Simone Hilling (traducteur), En pièces détachées [« Jigsaw »], Paris, Gallimard, coll. « Série noire no 1396 », 1971, 255 p. (BNF 35146371)
- (fr) Ed McBain (auteur) et Simone Hilling (traducteur) (trad. de l'anglais), En pièces détachées [« Jigsaw »], Paris, Gallimard, coll. « Carré noir no 508 », 1983, 210 p. (ISBN 2-07-043508-3, BNF 34743389)
- (fr) Ed McBain (auteur) et Simone Hilling (traducteur) (trad. de l'anglais), En pièces détachées [« Jigsaw »], Paris, Gallimard, coll. « Série noire no 1396 », 1997, 207 p. (ISBN 2-07-049453-5, BNF 36166553)
  - Traduction révisée et augmentée.
- (fr) Ed McBain (auteur) et Simone Hilling (traducteur) (trad. de l'anglais), En pièces détachées [« Jigsaw »], Dans 87e District, volume 4, Paris, Éditions Omnibus, 2000, 1040 p. (ISBN 2-258-05357-9, BNF 37184893)
  - Ce volume omnibus contient les romans La Rousse, Mort d'un tatoué, En pièces détachées, Tout le monde sont là !, Après le trépas, Le Sourdingue et Branle-bas au 87.

## Adaptations à la télévision
- 1991 : Skládacka, téléfilm tchèque réalisé par Jaroslav Dudek, adaptation du roman En pièces détachées (Jigsaw), avec Jiří Bartoška (en) dans le rôle de Steve Carella
- 1994 : Columbo change de peau (Undercover), épisode 3 de la saison 12 de Columbo, réalisé par Vincent McEveety, adaptation très libre par Gerry Day du roman En pièces détachées

## Sources
- Jean Tulard, Dictionnaire du roman policier : 1841-2005. Auteurs, personnages, œuvres, thèmes, collections, éditeurs, Paris, Fayard, 2005, 768 p. (ISBN 978-2-915793-51-2, OCLC 62533410), p. 599 (Notice 87e District).